# Дадановка (Аургазинський район)
Дада́новка (рос. Дадановка, башк. Дадановка) — присілок у складі Аургазинського району Башкортостану, Росія. Входить до складу Меселинської сільської ради.
Населення — 67 осіб (2010; 76 в 2002).
Національний склад:
- чуваші — 99%